# Вирих IV фон Даун-Оберщайн
Вирих IV фон Даун-Оберщайн-Фалкенщайн (на немски: Wirich IV/VI von Daun-Oberstein zu Falkenstein; * 1418/пр. 1432; † 1 май 1501) от фамилията Даун, е господар на Фалкенщайн (в Рейнланд-Пфалц), Оберщайн-Нойенбаумберг, шериф на Пфалцел.

## Произход
Той е син на Филип II фон Даун-Оберщайн († 4 март 1432) и съпругата му рауграфиня Имагина фон Нойенбаумберг († сл. 1449), дъщеря на рауграф Филип II фон Алт и Нойенбаумберг († 1397) и Анна фон Боланден († сл. 1409). Той има седем сестри. Внук е на Емих II фон Даун-Оберщайн († 1372) и Агнес фон Кирбург († сл. 1373). Правнук е на Куно фон Даун-Оберщайн († 1342) и Агнес фон Хоенфелс († сл. 1356) и праправнук на Вирих III фон Даун „Млади“ († 1299) и Изенгард фон Фалкенщайн († 1304).
През 1320 г. фамилията от линията Даун-Оберщайн построява своя т. нар. Нов дворец Оберщайн. Импрератор Максимилиан I издига господството Фалкенщайн през 1518 г. на графство.
Вирих IV фон Даун умира на 1 май 1501 г. на ок. 83 години и е погребан в манастир Отерберг.

## Фамилия
Вирих IV фон Даун се жени 1440 г. за Маргарета фон Лайнинген-Дагсбург-Хартенбург († между 17 ноември 1516/9 декември 1525), дъщеря на граф Емих VII фон Лайнинген-Даксбург-Хартенбург, фогт в Елзас († 1452) и маркграфиня Беатрикс фон Баден (1400 – 1452). Те имат децата:
- Емих III фон Даун-Оберщайн-Фалкенщайн († сл. 1515), господар на Оберщайн, Риксинген и Форбах, женен 1477 г. за Елизабет фон Лайнинген († сл. 1477), наследничка на половин Форбах и Риксинген, дъщеря на граф Ханеман фон Лайнинген-Риксинген († 1506/1507) и Аделхайд фон Зирк († сл. 1508)
- Лудвиг фон Даун († сл. 1463), домхер в Кьолн (1458 – 1463)
- Филип фон Даун-Оберщайн (* 1463; † 12 февруари 1515), архиепископ и курфюрст на Кьолн (1508 – 1515)
- Анастасия фон Даун, в свещен орден на Мариенберг близо до Бопард
- Ирмгард фон Даун, в свещен орден на Мариенберг близо до Бопард
- Петронела фон Даун, в свещен орден в Кьолн
- Мейна фон Даун († сл. 1525), княжеска абатиса в Есен (1489 – 1525)
- Петриса фон Даун († сл. 1532), абатиса на Св. Квирин в Нойс (1510 – 1532)
- Мелхиор фон Даун-Оберщайн (* 1445; † 1 септември 1517), граф фон Фалкенщайн-Бретценхайм, женен на 21 май 1456 г. за графиня Маргарета фон Вирнебург (1453 – 1521), дъщеря на граф Вилхелм фон Фалкенщайн-Вирнебург († 1468/1469) и Франциска фон Родемахерн († 1483)
- Амьона фон Даун († 1521)
- Анна фон Даун

## Галерия
- Замък „Оберщайн“
- „Оберщайн“
- Замък и селище Фалкенщайн, 2006